# K2-229
K2-229（EPIC 228801451やTYC 4947-834-1とも呼ばれる）とは、地球からおとめ座の方向に約103パーセク（335光年）離れたところに存在するスペクトル分類がK型の主系列星である。キャンペーン10のK2「セカンドライト」のミッション中にケプラー宇宙望遠鏡によって観測され、3つの太陽系外惑星が周囲を公転していることが確認されている。

## 惑星系
2018年3月27日の時点で、K2-229系には3つの確認された惑星が存在している。
| 名称 （恒星に近い順） | 質量             | 軌道長半径 （天文単位） | 公転周期 (日) | 軌道離心率  | 軌道傾斜角    | 半径                   |
| --------------------- | ---------------- | ----------------------- | ------------- | ----------- | ------------- | ---------------------- |
| b                     | 2.59 (± 0.43) M⊕ | 0.012888                | 0.584249      | 0 (想定)    | 83.9 ± 2.8°   | 1.165 +0.066 −0.048 R⊕ |
| c                     | <21.3 M⊕         | 0.07577                 | 8.32834       | 0 (想定)    | 87.94 ± 0.18° | 2.12 +0.11 −0.08 R⊕    |
| d                     | <25.1 M⊕         | 0.1820 ± 0.00042        | 31.0 ± 1.1    | 0.39 ± 0.29 | 88.92 ± 0.24° | 2.64 ± 0.24 R⊕         |

既知の3つの惑星はすべてトランジットを起こす。太陽系に配置した場合は、すべての惑星の軌道が水星よりも内部に位置している。最も内側の惑星のみ明確な質量と組成が測定されている。

### 惑星b
K2-229bは、鉄が多い組成を持つスーパーアースである。半径は地球より約17%大きいだけだが、質量は地球のほぼ2.6倍の高密度な惑星である。これは、K2-229bの核の質量の割合が約68%であることを示しており、これは水星の割合とほぼ同じである。水星のように、K2-229bの巨大な核は巨大な衝突イベントの結果であると考えられている。ただし、水星とは異なり、主星から非常に近い軌道を公転しているため、軌道を1周するのにかかる時間はわずか14時間強である。K2-229bの温度は1960ケルビンから2330ケルビンを超え、これは鉄を溶かすのに十分な温度であり、ケイ酸塩の蒸気で構成された大気が存在している可能性がある。

### 惑星c
K2-229cは、半径が地球の2.12倍を持つ海王星サイズの惑星である。質量は正確に決定されておらず、21.3地球質量の上限しかわかっていない。ただし、ドップラー分光法による別の分析では、惑星の質量は約9.5地球質量になる。公転周期が8.32日の場合、K2-229cの平衡温度は800 K (527 °C; 980 °F)、主星に照らされている側の温度は962 K (689 °C; 1,272 °F)である。

### 惑星d
K2-229dは、2.64地球半径の別のミニ・ネプチューンである。つまり、ガス状である可能性がある。25.1地球質量の上限のみが決定できている。K2-229dは、約2時間半続く単一のトランジット信号によって検出された。公転周期には2つのモデルが予測されていた。1つは約31日で、2回目の通過は大きなデータの不足が存在した。もう1つは、約50日である。K2-229dは、このような短いトランジット期間を示すために非常に離心率の高い軌道を持つ必要があるため、後者はありそうにないと考えられていた。近点がK2-229cの軌道を横切り、惑星系を不安定にするほど離心率が高い。平衡温度は522 K (249 °C; 480 °F)である。